# Geografia del Turkmenistan

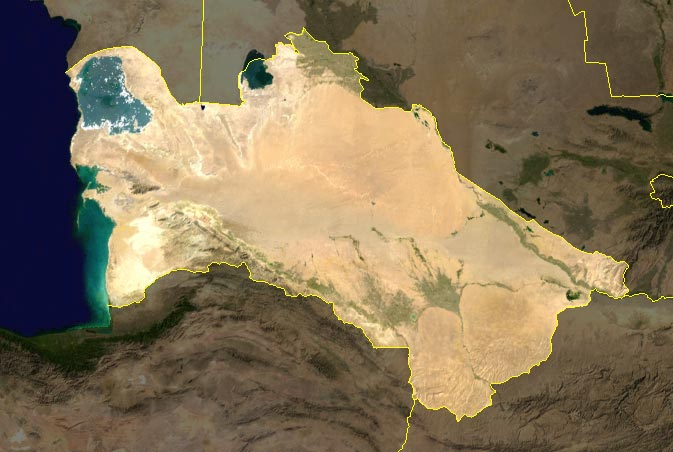
Geografia del Turkmenistan.

El Turkmenistan és un país de l'Àsia central, enclavat en la seva major part a la depressió del Turan (situada entre la mar Càspia i el mar d'Aral), i ocupat gairebé íntegrament pel desert de Karakum i l'altiplà de Karabil. Al sud s'eleven els massissos del Gran Balján (1880 m), el Petit Balján (1006 m), i la serralada de Kopet Dag, que el separen de l'Iran. Pel NE i I penetren els vorells rocosos de l'altiplà d'Ustyurt, que comparteix amb el Kazakhstan i l'Uzbekistan. La seva capital és la ciutat d'Aškhabad.
Els rius principals són l'Amu Daria, l'Atrak i el Murgab. Quant a la costa turkmena que posseeix sobre el mar Caspi, és plana en la seva meitat meridional i escarpada al centre i sud. En la part septentrional hi ha la badia de Krasnovodsk, la península del mateix nom i el golf de Kara Bogaz Gol, ocupat per un gran pantà d'aigua salada. Entre aquest golf i la mar Càspia es troba el petit llac Sarygamysh, pertanyent al Turkmenistan i a l'Uzbekistan.
El clima és subtropical desèrtic, amb poca pluja. Els vents són càlids i secs, i la major quantitat de precipitacions ocorren entre gener i maig. La pluviositat anual al Turkmenistan és inferior als 200 mm. Existeixen petites zones de bosc a les terres altes del SOTA i ES.

## Clima

Mapa de la classificació climàtica Köppen del Turkmenistan.

El Turkmenistan té un clima desèrtic fred que està continental sever. Els estius són llargs (de maig a setembre), calents i secs, mentre que els hiverns són generalment temperats i secs, encara que a vegades freds i humits al nord. La major part de la precipitació cau entre gener i maig; precipitació lleugera a tot el país, amb mitjanes anuals que van dels 300 mm² al Kopet Dag a 80 mm al nord-oest. La capital, Ashgabat, prop de la frontera iraniana al centre-sud de Turkmenistan, té mitjanes de 225 mm de pluja a l'any. Les temperatures mitjanes anuals oscil·len des dels màxims de 16,8 °C a Ashgabat a mínimes de -5,5 °C a Daşoguz, a la frontera de l'Uzbekistan al nord-centre del Turkmenistan. Els vents gairebé constants són el nord, nord-est, o de l'oest.

## Límits
- Nord: Kazakhstan i Uzbekistan.
- Sud: Iran i Afganistan.
- Est: Uzbekistan i Afganistan.
- Oest: Mar Caspi.

## Dades bàsiques[1]
- Extensió: 488.000 km²
- Altitud màxima: Gora Ayribaba (3.139 metres).
- Altitud mínima: llac Sarygamysh, a la depressió d'Akjagaýa al nord-oest del país (-81 metres).[2]
- Climes principals: desèrtic, d'alta muntanya i semiàrid.